# Grosvenor Thomas
Pour les articles homonymes, voir Thomas.

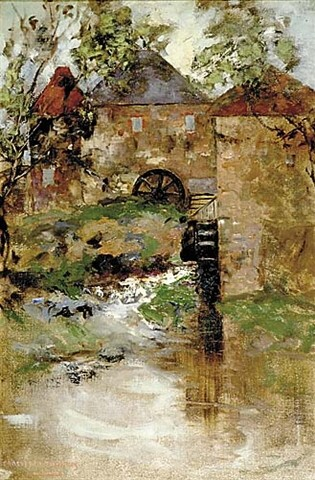
Le moulin à eau

George Grosvenor Thomas, né en 1856 à Sydney et mort le 5 février 1923 à Londres, est un peintre impressionniste. Il est connu principalement pour ses paysages et ses nature mortes. 

## Biographie
George Grosvenor Thomas naît en 1856 à Sydney.
En 1885, peut-être parce qu'il pense trouver plus d'opportunités en Europe, il quitte l'Australie pour le Royaume-Uni et s'installe à Glasgow, vers 1886. Là, en raison d'un intérêt de longue date pour l'art, il fait la connaissance de plusieurs membres des Glasgow Boys, un groupe d’artistes influencé par l'école de Barbizon et qui introduit du post-impressionnisme en Écosse. Cela l'inspire à devenir un artiste sérieux. Malgré son association avec le groupe, il semble être largement autodidacte. 
Il se concentre sur les paysages ruraux, bien qu'il créé également des œuvres de genre et des scènes urbaines, et il est aussi à l'aise à l'aquarelle qu'à l'huile. Une grande partie de son travail montre l'influence de Jean-Baptiste Camille Corot et de Charles-François Daubigny. Il expose ses œuvres à la Royal Academy of Arts, à la Royal Scottish Academy et à la Société royale écossaise des peintres à l'aquarelle, dont il est élu membre en 1892. De plus, il fait des expositions sur le continent, notamment à Munich et à Dresde, où il remporte une médaille d'or. 
Il déménage finalement à Londres, qui sert de base à ses nombreux voyages, mais il maintient ses contacts avec les Glasgow Boys.
Il meurt le 5 février 1923 à Londres.